# Дьявол (фильм, 2010)
«Дьявол» (англ. Devil, альтернативное название — The Night Chronicles: Devil) — американский мистический детективный триллер 2010 года, снятый режиссёром Джоном Эриком Даудлом по сюжету М. Найта Шьямалана и сценарию Брайана Нельсона. Премьера состоялась 17 сентября 2010 года в США и 23 сентября 2010 года в России. Сюжет фильма рассказывает о том, как несколько людей, оказавшихся в застрявшем лифте, со временем понимают, что среди них присутствует сам Дьявол.

## Сюжет
Фильм начинается с того, что рабочий совершает самоубийство, выпрыгнув из небоскрёба. Рассказ ведётся от лица Рамиреса, работающего в службе охраны здания, который упоминает, что его мама рассказывала ему истории о Дьяволе, блуждающем по земле, появление которого всегда знаменуется самоубийством. На место самоубийства прибывает детектив Боуден (Крис Мессина); становится известно, что в данное время он успешно борется с алкогольной зависимостью после смерти жены и ребёнка в автокатастрофе, виновник которой покинул место аварии и не был найден. Тем временем в небоскрёбе, откуда спрыгнул самоубийца, в лифте застревают пятеро незнакомцев, каждый из которых совершал различные преступления в прошлом, и Боудена привлекают также к этому делу.
Происходящее в лифте видно на экране камеры слежения, однако звук оттуда не доходит. Люди в лифте при этом могут слышать, что им говорят снаружи. Среди запертых в лифте оказались Бен (Букем Вудбайн) — ранее судимый временный охранник; пожилая женщина (Дженни О`Хара), страдающая клептоманией; Винс (Джеффри Аренд) — продавец матрацев, который зарабатывает при помощи мошенничеств; Тони (Логан Маршалл-Грин) — бывший механик, повоевавший в рядах армии США на полях сражений в Афганистане, а сейчас ищущий работу; и Сара (Бояна Новакович) — жадная наследница, направляющаяся на встречу со своим адвокатом.
С лифтом начинают происходить странные вещи — после того, как он застревает между этажами, временами начинает гаснуть свет. После того, как свет снова загорается, обнаруживается, что Сара ранена — на её спине рана, похожая на укус. Сара не может ничего объяснить, остальные в недоумении. Обитатели лифта скоро начинают подозревать в нападении Винса как человека, вызывающего меньше всего доверия. Вскоре люди в лифте начинают гибнуть по одному во время отключений света. Винс погибает от осколка стекла от зеркала, которое висело в лифте, причём осколок попадает точно в яремную вену. Детектив Боуден чувствует связь между происходящим в лифте и человеком, совершившим ранее самоубийство, который написал в предсмертной записке, что он слышит шаги Дьявола. Проверяя журнал регистрации посетителей здания, Боуден выясняет, что лишь четверо из пленников лифта в нём указаны: Сара, Винс, Бен и некто «Janecowski». Следователь ошибочно истолковывает последнее как «Jane Cowski» и принимает это за имя пожилой женщины. Поэтому главные подозрения детектива падают на Тони — единственного из пятёрки, который не отметился в журнале регистрации.
Ремонтник офисного здания спускается вниз к лифту по лифтовой шахте, чтобы отремонтировать его, но срывается с троса и погибает. В кабине лифта вновь пропадает свет, а когда становится светло, то все с ужасом обнаруживают, что пожилая женщина задушена проводом от лампы. Сара и Бен думают на Тони, в то время как Боуден подозревает, что богатый муж Сары нанял Бена для того, чтобы тот убил Сару, которая положила глаз на состояние мужа. Один из охранников внимательно осматривает подвал, и его убивает электрическим током, когда тот самостоятельно пытается подсоединить упавший провод. Свет в лифте снова гаснет, и Бен оказывается мёртвым с неестественно вывернутой шеей. Каждый из двух оставшихся в лифте человек думает, что другой убийца. Тони и Сара готовятся драться друг с другом, вооружившись осколками зеркала, но Боудену удаётся их успокоить. Свет выключается снова, и Сара оказывается с перерезанным горлом. Тем временем в здание прорывается подруга Тони и называет его фамилию («Janecowski»). Значит, это не Тони вошёл в здание, не зарегистрировавшись.
Внезапно «оживает» пожилая женщина, в её облике и скрывался Дьявол. Она заявляет, что ей нужен именно Тони. Воспользовавшись рацией погибшего ремонтника, Тони сообщает полиции, что несколько лет назад по его вине погибли женщина и ребёнок, а он скрылся на машине, и раскаивается в этом и готов за это сесть в тюрьму. «Старушка» раздосадована, так как она надеялась заполучить душу нераскаявшегося грешника, и она исчезает. Когда спасателям удаётся пробиться в лифт, Тони оказывается жив, а старушку не находят. Боуден понимает, что это его семья погибла по вине Тони, но говорит тому, что он его прощает.

## В ролях
| Актёр              | Роль                           |
| ------------------ | ------------------------------ |
| Крис Мессина       | детектив Боуден                |
| Логан Маршалл-Грин | механик Тони Дженговски        |
| Дженни О`Хара      | пожилая женщина                |
| Бояна Новакович    | молодая женщина Сара Каравэй   |
| Букем Вудбайн      | охранник Бен (Бенжамин Ларсон) |
| Джеффри Аренд      | торговый агент Винс Маккарти   |
| Джейкоб Варгас     | Рамирес                        |
| Мэтт Крэйвен       | Ластиг                         |
| Джошуа Пиис        | детектив Марковиц              |
| Джо Кобден         | Дуайт                          |
| Каролин Даверна    | Эльза Нахай                    |

## Производство
В октябре 2008 года Шьямалан анонсировал этот проект в сотрудничестве с Media Rights Capital. Он рассказал, что Дьявол будет снят братьями Даудл по сценарию Брайана Нельсона. Съёмки начались 26 октября 2009 года в Торонто. Дополнительные съёмки были проведены несколькими месяцами позже в Лос-Анджелесе и Филадельфии.

## Работа над сценарием
В интервью Йсамур Флорес и режиссёры фильма «Дьявол» Джон Эрик Даудл и Дрю Даудл объяснили, что кино основано на мифах о встречах Дьявола, которые утверждают, что Дьявол на Земле испытывает грешников муками. Шьямалан признал, что сюжет был позаимствован из работ Агаты Кристи. В её романе «Десять негритят» (1939), как и в фильме «Дьявол», группа людей с тёмным прошлым оказывается заперта на изолированной территории, а затем они начинают умирать один за другим.

## Релиз
Мировая премьера трейлера состоялась онлайн 13 июля 2010 года. Изначально релиз фильма был запланирован на 11 февраля 2011 года, но в итоге премьера состоялась 16 сентября 2010 года в Греции, Малайзии, Нидерландах, Сингапуре; 17 сентября в Великобритании, Канаде, США и Турции; в России премьера состоялась 23 сентября 2010 года, поделив экранное время с премьерами таких картин как «Снова ты», «Край», «Настоящая легенда» и «Комната в Риме». За первые четыре дня проката в России (23-26 сентября) фильм «Дьявол» собрал почти 948 тыс. долларов на 271 экране. Аудитория премьерного уикенда составила почти 152 тыс. человек.

### Критика
Фильм не был просмотрен критиками заблаговременно до мировой премьеры. Фильм «Дьявол» получил различные отзывы. Средняя оценка критиков на Rotten Tomatoes равняется 5,2 из 10 возможных, и фильм имеет 49 % свежести при 49 положительных и 50 отрицательных отзывах. Среди топовых критиков результаты намного хуже: средняя оценка 4,4/10, рейтинг 33 % при 3-х положительных и 6-ти отрицательных рецензиях. В целом критики отзывались в сдержанном стиле: «Это лучше многих других проектов Найта Шьямалана, но „Дьявол“ сумел выудить не так много низкобюджетных острых ощущений из достаточно многообещающей завязки сюжета».

Шьямалан в роли продюсера не привнёс в «Дьявола» ничего особенного или оригинального, но зато под его руководством работа была сделана живо и экономично.
Оригинальный текст (англ.)M. Night Shyamalan-produced "Devil" is nothing very special or original, but it gets the job done briskly and economically.
— Dennis Harvey of Variety
Но были и полностью разгромные рецензии.

Возможно, когда-нибудь Шьямалана и будут вспоминать как Хичкока начала XXI века. До тех пор, фильмы подобные «Дьяволу» будут оставаться непонятым барахлом.
Оригинальный текст (англ.)Perhaps someday, in the greatest twist of all, Shyamalan will be remembered as the Hitchcock of the early 21st century. Until then, movies like Devil will be misunderstood as schlock.
— Scott Tobias of The Onion A.V. Club
В российской среде кинокритиков также звучали различные мнения. Олег Денежка на сайте «Кинокадр» высказал следующее: «Как и все остальные работы Шьямалана, фильм „Дьявол“ — вовсе не триллер. Скорее притча. Страшно, конечно, будет. Но по-хичкоковски. В темноте, в тенях, за кадром — классика саспенса. Сотканная не то чтобы блестяще, но достаточно крепко. Без лишнего пафоса и переигрывания. К месту и обстоятельствам. Потому что фильм-то не про оторванные головы и вырванные органы. Фильм про другое».
Маша Вильямс из «Афиша@mail.ru»: «Главная интрига — в кабине лифта, замаскировавшись под обычного человека, ехал сам Дьявол — не была ни для кого тайной. Но Найт Шьямалан, по рассказу которого был написан сценарий, даже не скрывает, что вдохновлялся сочинениями Агаты Кристи, поэтому вопросы „кто убийца?“ или „кто следующий?“, и предположение, что Дьяволом окажется самый неожиданный персонаж, придают мистической истории вполне детективные черты. Шьямалан не побоялся снова пустить в оборот заезженную мысль об аде, который обычно представляют собой другие. В небольшой кабине лифта, где было тесновато и без трупов, начинают проявляться худшие человеческие качества и страхи, из которых клаустрофобия и визгливая впечатлительность — самые безобидные».
Анатолий Ющенко («Настоящее кино»): «Ограниченная локация у Даудла почему-то соседствует с конгениально бедноватым режиссёрским инструментарием. И если от первого убийства, совершённого в кромешной тьме под протяжный женский визг, мурашки бегут по коже, то от всех остальных макабров, выполненных примерно в том же стилистическом ключе, невольно начинаешь позёвывать, что для 75-минутного фильма — реальное вероломство и смертный грех».
Роман Волобуев на страницах журнала «Афиша» охарактеризовал фильм так: «Простой, как палка, и такой же крепкий мистический триллер». А Александр Поляков очень едко отзывается о Найте Шьямалане: «Есть в фильме такая сцена: в застрявшем лифте обиженная на нервного афроамериканца бабулька пытается прыснуть стервецу в лицо перечным газом. Ничего не удаётся — срок действия оборонительной отравы истёк ещё во времена Рейгана. У Шьямалана годность истекла чуть позже, после окончания контракта с Walt Disney Studios. Но суть, в общем-то, та же».

## Возможные сиквелы
Фильм должен был стать первым в трилогии The Night Chronicles, которая расскажет о сверхъестественном в рамках современного городского общества.
23 июня 2010 года Шьямалан анонсировал второй фильм из серии «The Night Chronicles», сначала названный «12 незнакомцев», но позже изменивший название на «Перевоплощённый». Фильм расскажет про присяжных-заседателей, которые рассматривают судебное дело с необъяснимыми вещами во время биржевых операций. Крис Спарлинг напишет сценарий, а Дэниэл Стамм поставит картину. Шьямалан также подтвердил, что ныне безымянная третья части серии «The Night Chronicles» станет сиквелом фильма «Неуязвимый».
Однако спустя 10 лет (по состоянию на 2020 год) после выхода фильма «Дьявол», ни один сиквел так и не был снят. А продолжениями Неуязвимого стали другие фильмы, не связанные с Дьяволом (смотрите Неуязвимый (серия фильмов)).